# 不饱和烃
不饱和烃是含有碳-碳双键或三键的烃，包含烯烴、炔烴及芳香烴等。

## 結構
如果烃分子中只有单键，则叫做饱和烃，即烷烃，烷就是“完”全的意思，分子内只有单键。像下式，属于饱和烃里面的饱和链烃（煉烷）。
如果各键没有被氢原子占满，其余的键会和其他碳原子组成双键或三键，就是不饱和烃，如下式：
含有苯環結構的叫“芳香烴”。不含苯環者中分子内含有一个或多个双键的叫“烯烃”，是氢原子“稀”少的意思；含有一个或多个三键的为“炔烃”，是氢原子“缺”乏的意思。

## 穩定性
因為雙鍵是由一個σ鍵和一個π鍵所組成，而三鍵是由一個σ鍵和兩個π鍵所組成。π鍵的電子團暴露於鍵的外圍，容易吸引親電體，進行親電取代反應和親電加成反應。所以一般來說，不饱和烃的双键和三键不太牢固，比较容易断裂。

## 命名
不饱和烃根据所含的碳原子多少命名，如两个碳原子的烯烃叫乙烯、炔烃叫乙炔，三个叫丙烯或丙炔等。参见IUPAC命名法及中国化学会《有机化学命名原则》。
1. ↑  Simek, Jan.  (PDF).   [2023-07-04]. （原始内容存档 (PDF)于2023-03-06）.